# Coregonus lucidus
Coregonus lucidus is een straalvinnige vissensoort uit de familie van zalmen (Salmonidae). De wetenschappelijke naam van de soort uit het Great Bear Lake is voor het eerst geldig gepubliceerd in 1836. De soortstatus van dit taxon is onduidelijk. De soort staat niet meer in FishBase en heeft geen vermelding op de Rode Lijst van de IUCN. Het taxon wordt beschouwd als identiek aan C. artedi (lake cisco).